# STS-96
STS-96 (Space Transportation System-96) var Discoverys 26. rumfærge-mission. Den blev opsendt d. 27. maj 1999 og vendte tilbage den d. 6. juni 1999. Det var den eneste rumflyvning overhovedet til den Internationale Rumstation i 1999, grundet forsinkelsen med det russiske Zvezda-modul. Discovery havde udstyr med til både Zarja- og Unity-modulerne.

## Besætning
- Kent Rominger (kaptajn)
- Rick Husband (pilot)
- Tamara Jernigan (1. missionsspecialist)
- Ellen Ochoa (2. missionsspecialist)
- Daniel Barry (3. missionsspecialist)
- Julie Payette (specialist) CSA
- Valery Tokarev (specialist) Roskosmos

## Missionen

### Nyttelast
Tekst mangler, hjælp os med at skrive teksten